# Al-Faki (Idlib)
Al-Faki (arab. الفقيع) – miejscowość w Syrii, w muhafazie Idlib. W 2004 roku liczyła 1015 mieszkańców.